# 粟城乡
粟城乡，曾是中华人民共和国山西省晋中市左权县下辖的一个乡镇级行政单位。2021年5月，撤销粟城乡，分别并入辽阳镇、桐峪镇。将原粟城乡的柏管寺、原庄、柏峪3个村委会划归辽阳镇管辖，将粟城、石窑坪、故驿、马家楼4个村委会划归桐峪镇管辖。

## 行政区划
粟城乡下辖以下地区：
粟城村、苏亭村、原庄村、柏管寺村、柏峪村、石台头村、马家楼村、南沟村、石窑坪村、故驿村、上交漳村、下交漳村、口则村和后庄村。